# Skrydstruppigen
Skrydstruppigen (Skrydstrup-pigen, Skrydstrupkvinden eller Skrydstrup Kvinden) er et berømt gravfund fra bronzealderen. Hun blev udgravet i 1935 ved Skrydstrup i Sønderjylland og levede omkring 1300 f.v.t.

## Fundet
Skrydstruppigen blev fundet i 1935 i en gravhøj ved hærvejen på Skrydstrup mark, 1 km sydvest for Vojens. Hun lå på et leje af sten dækket af en primærhøj bygget af græstørv. Den målte 13 m i diameter og var 1,75 m høj. To mænd blev senere lagt i lignende kister ved randen af gravhøjen. Det hele blev dækket af en større græstørvshøj på 24 m i diameter og 4 m høj. Den var stærkt afgravet, og kun primærhøjen af græstørv var intakt. Kulstof 14-dateringen til omkring 1300 f.Kr. er samtidig med en hustomt på Bronzealdergården i Skrydstrup 700 m nordøst for højen, som kan tænkes at have været hendes bolig. 
Haderslev Museums leder Christian M. Lund stod for udgravningen i 1935.

## Beskrivelse
Skrydstruppigen var ved sin død 17-18 år gammel. Hun blev begravet i en egekiste, som lå midt i bunden af højen, dækket af nogle sten; egekisten var ikke bevaret. Hun lå på en kohud, og ved hendes hoved lå en hue lavet i sprangteknik. Hun blev begravet om sommeren, da hun hviler på et lag af skovsyre. Kohuden er også strøet med vild kørvel. 
Hun var begravet i en kortærmet bluse af uldlærred med broderier på ærmerne og halsudskæringen. Et stort firkantet klæde af uld, samlet foroven med et bælte dækkede hende fra livet til fødderne. Fastgjort til bæltet sad en udsmykket hornkam. Tøjet var af uld fra mørke, rødbrune får. De eneste smykker var hendes store spiralørenringe af 24 karat guld. Hun havde 60 cm langt, askeblondt hår opsat i en frisure, som det må have taget flere timer og krævet medhjælp til at sætte. Over håret var et fint hårnet flettet af hestehår, der foran og bagtil sad fast på en næsten 5 meter lang uldsnor. Snoren blev viklet flere gange rundt om hovedet, så den sad som et pandebånd og holdt frisure og hårnet sikkert på plads. Meget tyder på, at pigen blev begravet med en form for gravfrisure. 
Frisuren og guldringene, egekisten og gravhøjen fortæller, at Skrydstruppigen havde høj status. Hendes tænder, som ikke har mindste tegn på caries, vidner om, at hun fra barnsben fik nærende kost. Med sine cirka 170 cm var hun også høj. Folk langs Hærvejen havde adgang til fjernhandelen med Sydeuropa med pelsværk og rav, bronze og guld. Forskerne tror, Skrydstruppigen har tilhørt eliten omkring den "høvdingehal" på 500 kvadratmeter, der er fundet spor af ved Skrydstrup. Gravhøjen, hvor hun blev fundet, ligger kun 700 meter derfra.

## Videnskabelige undersøgelser
Ved hjælp af strontiumanalyse har forskere prøvet at kortlægge næsten hele Skrydstruppigens liv fra barndom til død. Ifølge Frei et al (2017) kom hun til egnen omkring Skrydstrup som 13-14-årig. Indtil da havde hun ifølge dem boet i Centraleuropa, i Nordeuropa, eller i Storbritannien. Efter sin ankomst til Sønderjylland blev Skrydstruppigen der i næsten fire år, inden hun døde som 17-18-årig omkring år 1300 f.Kr.. Imidlertid viste Thomsen & Andreasen (2019) senere, at de strontiumisotop data fra området omkring Skrydstrup, som blev anvendt af Frei et al. som sammenligningsgrundlag for dataene fra Skrydstruppigens rester og ejendele var blevet påvirket af strontium fra landbrugskalk som tilsættes jorden i det moderne landbrug. Da Thomsen og Andreasen analyserede prøver fra området omkring Skrydstruppigens gravhøj fra steder, der ikke er påvirket af moderne landbrug, fandt de ud af, at strontiumisotop værdierne i det naturlige miljø var de samme, som dem i Skrydstruppigen. Således er det mest sandsynligt, at Skrydstruppigen stammer fra- og tilbragte hele livet i Skrydstrup-området, og at hun ikke kom langvejs fra, som foreslået af Frei et al. Thomsen og Andreasen er dog enige i, at det er muligt at Skrydstruppigen flyttede, da hun var 13-14 år, måske på grund af ægteskab. Men flytningen kunne godt have været indenfor få kilometer i Skrydstrup området.
Prøveudtagning og strontiumanalyser lavet af Karin Frei på Skrydstruppigens hår og tænder- og prøveindsamling og strontiumanalyser lavet af Frei som sammenligningsgrundlag i og omkring en majsmark i nærheden af Skrydstruppigens gravhøj blev vist som en del af DR1's dokumentarserie Historien om Danmark i april 2017.
Årsagen til Skrydstruppigens død er ukendt, og studiet af skelettet afslørede ingen sygdom.  Da hun fremstår som sund og rask, har det undret forskerne, hvad hun døde af. Imidlertid har man ikke fundet ud af, om hun har fået børn, og af den grund er død så tidligt. 

## Udstilling og museer
Skrydstruppigen kan ses i udstillingen "Danmarks oldtid" på Nationalmuseet. Kisten var næsten opløst; der var kun lidt bevaret omkring hovedet. I udstillingen ligger hun i en kiste fra Mølhøj.
På Haderslev Museum findes en kopi af hendes dragt.
En bronzestatue af Skrydstruppigen lavet af Jens Peter Kellermann er opstillet i den vestlige ende af Vestergade i Vojens. 